# ماهاندرا دلفینو
ماهاندرا دِلفینو (اسپانیایی: Majandra Delfino‎؛ زادهٔ ۲۰ فوریهٔ ۱۹۸۱) یک هنرپیشه، خواننده و آهنگ‌ساز اهل ایالات متحده آمریکا است.
از فیلم‌ها یا برنامه‌های تلویزیونی که وی در آن نقش داشته است می‌توان به قاچاق، زندگی مخفی دختران و زندگی آنطور که میشناسیمش اشاره کرد.